# Vaninsky (huyện)
Huyện Vaninsky (tiếng Nga: ? райо́н) là một huyện hành chính tự quản (raion), của Vùng Khabarovsk, Nga. Huyện có diện tích 25641 km², dân số thời điểm ngày 1 tháng 1 năm 2000 là 46700 người. Trung tâm của huyện đóng ở Vanino.